# Emily Randall
Emily Elissa Randall (Bremerton, 30 ottobre 1985) è una politica statunitense, membro della Camera dei Rappresentanti per lo stato di Washington dal 2025.

## Biografia
Nata in una famiglia di origini messicane (il padre era chicano) nella penisola di Kitsap, Emily Randall studiò presso il Wellesley College. Poiché sua sorella Olivia era nata con gravi disabilità, la famiglia beneficiò dell'assistenza di Medicaid e questo portò Emily a divenire un'attivista sociale.
Entrata in politica con il Partito Democratico, nel 2018 si candidò per un seggio all'interno del Senato di Washington e riuscì a sconfiggere lo sfidante repubblicano Marty McClendon per 104 voti, contribuendo alla conquista della maggioranza nell'assemblea da parte dei democratici. Nel 2022, venne riconfermata per un secondo mandato dagli elettori raccogliendo il 51% dei voti.
Le sue iniziative politiche si concentrarono sulla difesa dell'aborto, sulle questioni sociali e sulla sicurezza pubblica. A marzo del 2022, sponsorizzò un disegno di legge per abbassare di 75 centesimi il pedaggio per attraversare il ponte di Tacoma Narrows; la misura venne approvate ed entrò in vigore nell'ottobre dello stesso anno. Insieme alla senatrice Claire Wilson, Emily Randall fu una delle due donne apertamente lesbiche in servizio presso il Senato di Washington.
Nel 2024, quando il deputato Derek Kilmer annunciò la propria intenzione di ritirarsi, Emily Randall si candidò per il suo seggio alla Camera dei Rappresentanti. Durante la sua campagna elettorale per le primarie, ottenne l'appoggio pubblico di diversi esponenti politici, tra cui la senatrice Patty Murray, le deputate Marilyn Strickland e Marie Gluesenkamp Perez, gli ex governatori Christine Gregoire e Gary Locke.
Dopo essersi aggiudicata le primarie, affrontò nelle elezioni generali il repubblicano Drew MacEwan, riuscendo a sconfiggerlo con il 56,8% delle preferenze. Emily Randall divenne così la prima donna a rappresentare quel distretto congressuale, nonché la prima latina queer eletta al Congresso.
Poco prima di insediarsi, si candidò per il ruolo di rappresentante delle matricole democratiche, arrivando terza nelle votazioni dietro le colleghe Luz Rivas e Sarah Elfreth.